# Kochichthys flavofasciatus
Kochichthys flavofasciatus är en fiskart som först beskrevs av Kamohara, 1936.  Kochichthys flavofasciatus ingår i släktet Kochichthys och familjen Pinguipedidae. Inga underarter finns listade i Catalogue of Life.